# فرانك إرني
فرانك إرني (بالإنجليزية: Frank Erne)‏ مواليد 08 يناير 1875 في سويسرا - الوفاة 17 سبتمبر 1954 في نيويورك، كان ملاكم محترف أمريكي صنّف ضمن فئة الوزن الخفيف.

## إحصائيات
خاض خلال مسيرته 60 نزالا، فاز في 30 وتعادل في 16 وخسر في 6. فاز بالضربة القاضية في 14 نزالا.

## روابط خارجية
- فرانك إرني على موقع بوكس ريك (الإنجليزية) (registration required)